# انی (شرکت)
انی (به ایتالیایی: Eni) شرکت ایتالیایی فعال در صنعت نفت و گاز است، که در ۷۹ کشور جهان دارای عملیات می‌باشد.
این شرکت بزرگترین شرکت صنعتی ایتالیا است، که در سال ۲۰۰۸ معادل ۸۷ میلیارد یورو (۱۳۸ میلیارد دلار) درآمد کسب کرده‌است.
دولت ایتالیا مالک ۳۰ درصد، بانک کاسا دی‌پُستی ۲۶ درصد و بانک بی‌ان‌پی پاریبا ۲ درصد از سهام شرکت انی می‌باشند. شرکت انی به همراه بی‌پی، اکسان‌موبیل، شورون، کونوکو فیلیپس، رویال داچ شل و توتال با توجه به میزان درآمد، بنام "سوپرمیجر" طبقه‌بندی می‌شوند.

## تاریخچه

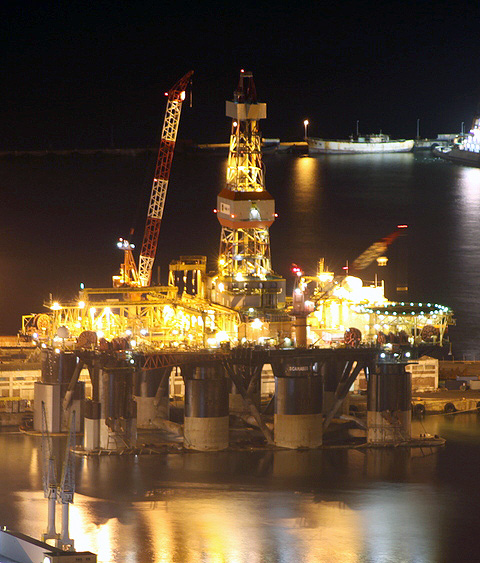
سکوی نیمه شناور حفاری انی-سایپم، در کیپ تاون

در دهه ۱۹۵۰ میلادی، با وجود برنامه‌های اولیه پس از جنگ جهانی، مدیرعامل و مؤسس این شرکت، "انریکو ماتایی"، آن را به یک شرکت دولتی تبدیل کرد و بنام انته ناسیوناله ایدروکا ربوری (ایتالیایی : Ente Nazionale Idrocarburi) ثبت نمود، که البته در حال حاضر بنام انی فعالیت می‌نماید.
سر انریکو ماتایی، یک سیاستمدار چپ‌گرای ایتالیایی بود، که با همکاری کشورهای کمونیستی، اقدام به واردات نفت، از اتحاد جماهیر شوروی نمود.
نام انی ؛از ابتدای نام مؤسس شرکت، "انریکو ماتایی" گرفته شده‌است. شرکت انی، بمنظور تأمین انرژی ایتالیا و کمک به توسعه صنعتی این کشور، تأسیس شد. دولت ایتالیا، تأسیس انی را در تاریخ ۱۰ فوریه ۱۹۵۳ اعلام نموده است.

## اکتشاف و تولید
شرکت انی نفت خام تولید شده خود را در درجه اول از کشورهای لیبی، مصر، نیجریه، کنگو و آنگولا و همچنین استخراج در دریای شمال به‌دست می‌آورد. این شرکت درصد اندکی از نفت خام خود را نیز، در کشورهای تونس و ایالات متحده تولید می‌کند. شرکت انی شعبه چین، در سال ۱۹۹۲ تأسیس شد، هر چند در حال حاضر تنها ۱٪ از نفت خام انی، از این کشور تأمین می‌شود.
در سال ۲۰۰۷، شرکت انی از نظر تولید نفت خام و گاز طبیعی، به عنوان سومین شرکت بزرگ نفتی، در اروپا شناخته شد. رتبه‌های اول و دوم را به ترتیب رویال داچ شل و توتال بدست آوردند.

## تولید گاز طبیعی

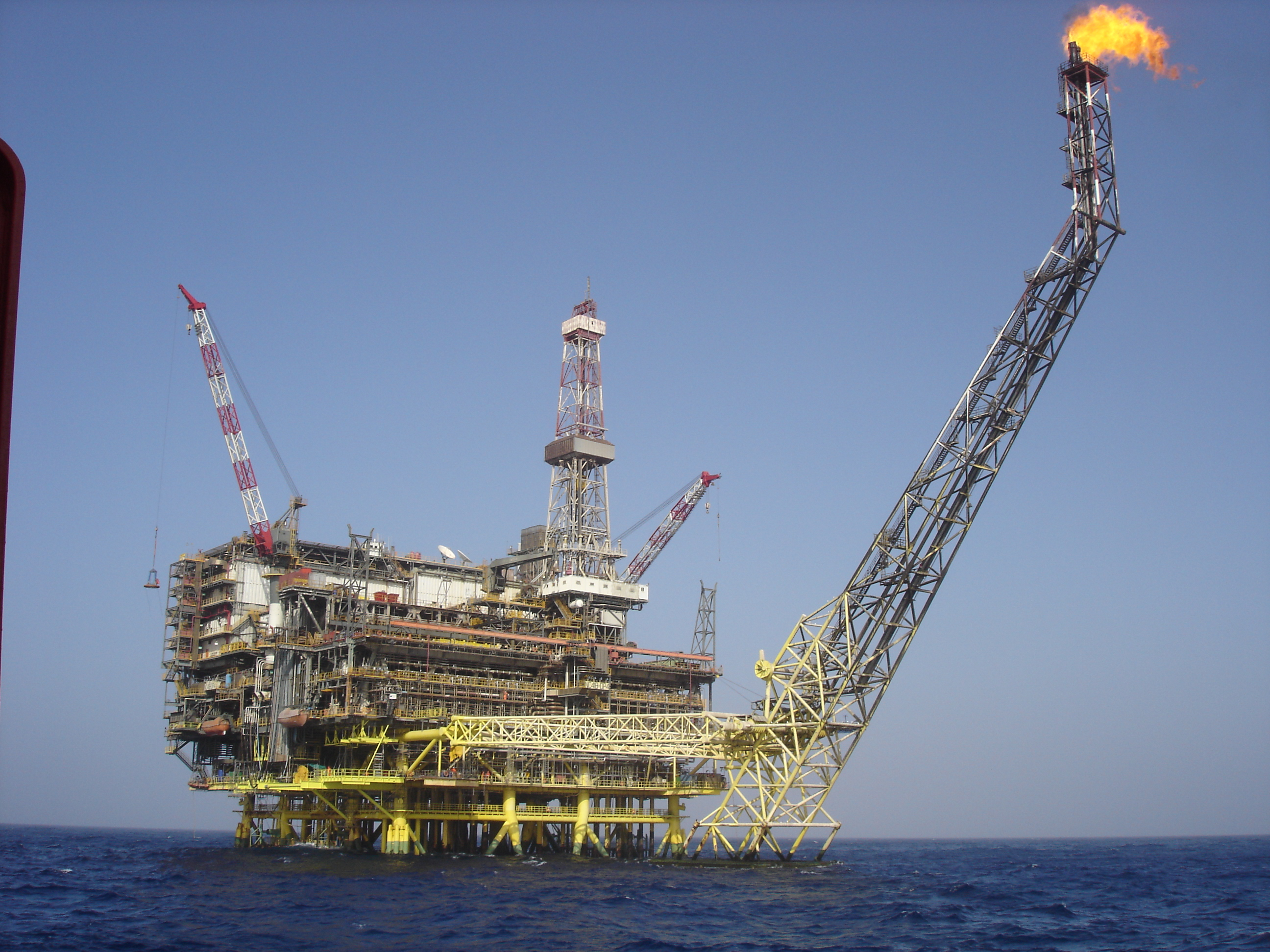
سکوی دریایی انی، در میدان بوری، بزرگترین سکوی دریایی در دریای مدیترانه

شرکت انی در انتقال، توزیع و فروش گاز طبیعی نیز، فعالیت گسترده‌ای دارد. این شرکت در سال ۲۰۰۷ معادل ۹۹ میلیارد متر مکعب گاز، به‌فروش رسانده است. در ماه ژوئن سال ۲۰۰۸، انی اقدام به خرید ۵۷٪ درصد از سهام شرکت "دیستری‌گس" نمود، که یک شرکت بلژیکی فعال، در زمینه گاز طبیعی و تولید برق می‌باشد.
این شرکت، در طول یک سال مالی، با فروش گاز، سود سرشاری عاید شرکت انی نمود، که باعث شد، در ماه مارس ۲۰۰۹ انی ۴۳٪ درصد باقی‌مانده سهام آن را نیز خریداری نماید. در ماه دسامبر ۲۰۱۰، انی وارد بازار اکتشاف گاز شیل شد و با خرید منابع شرکت مینسک انرجی، به سه پروانه در حوزه بالتیک کشور لهستان، دست یافت.

## تولید برق

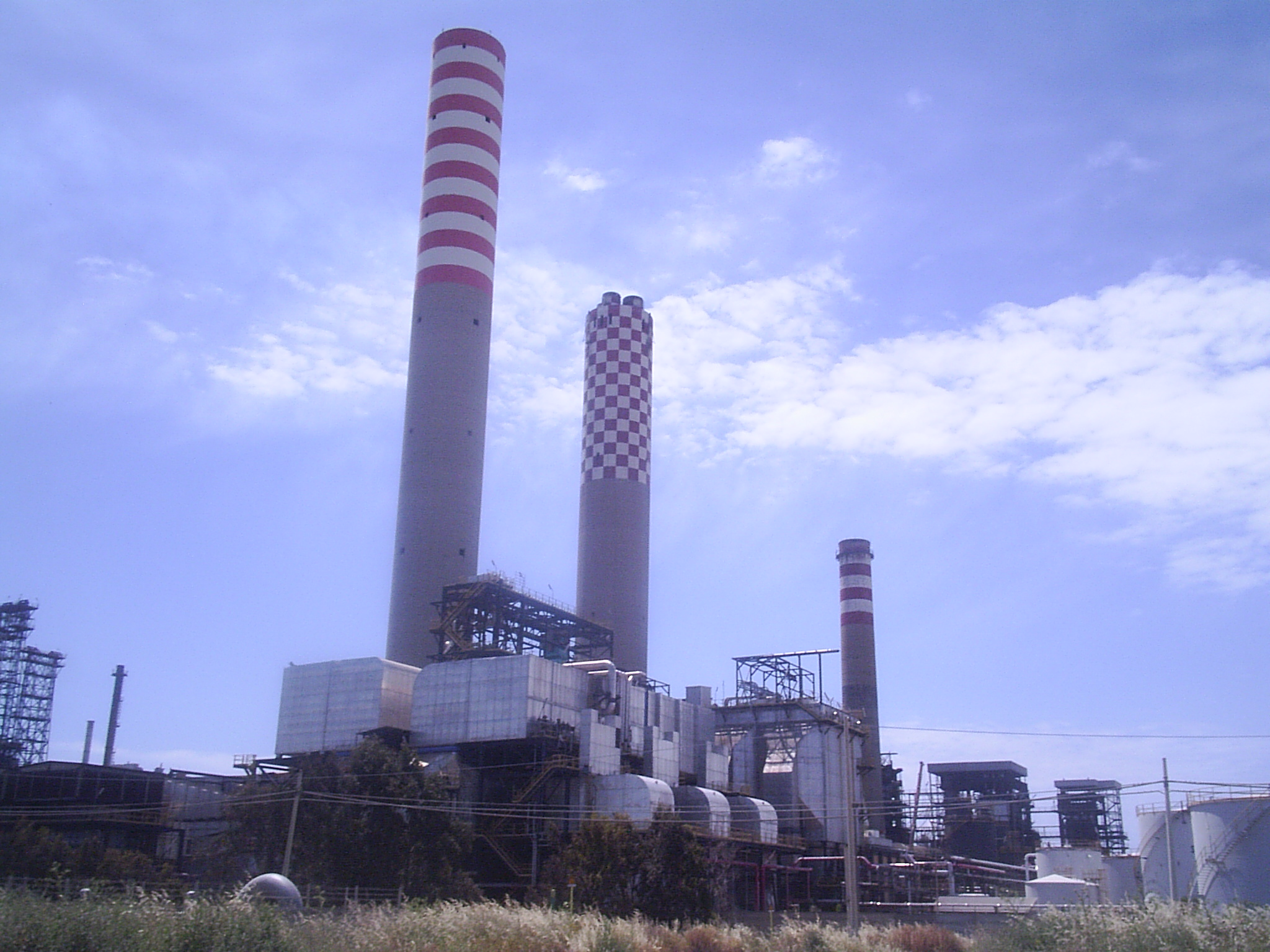
مجتمع پتروشیمی گلا متعلق به انی

شرکت انی، مالک چندین سایت تولید برق در ایتالیا می‌باشد. در ژانویه ۲۰۱۰، نیروگاه‌های گازی تولید برق انی، در کشور ایتالیا و ظرفیت تولید هر کدام به صورت زیر اعلام شده‌است :
| نیروگاه گازی           | ظرفیت تولید |
| ---------------------- | ----------- |
| نیروگاه بریندیسی       | ۱۳۲۱ مگاوات |
| نیروگاه فرارا          | ۶۱ مگاوات   |
| نیروگاه فرارا اربوگنون | ۱۰۳۰ مگاوات |
| نیروگاه لیورنو         | ۱۹۹ مگاوات  |
| نیروگاه منتووا         | ۸۳۶ مگاوات  |
| نیروگاه راونا          | ۹۷۲ مگاوات  |
| نیروگاه تارانتو        | ۳۰۰ مگاوات  |
| نیروگاه نتونو          | ۳۰ مگاوات   |

## پالایش و بازاریابی

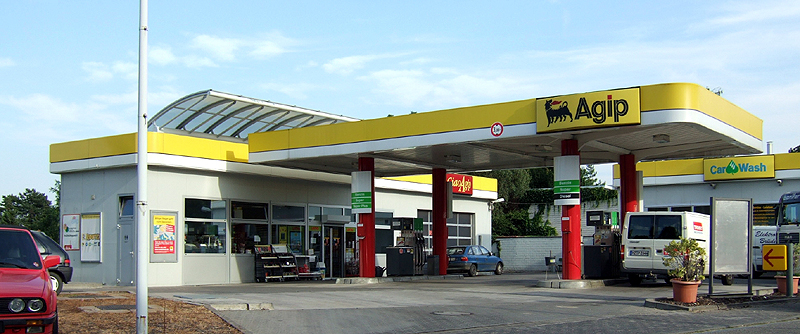
جایگاه پمپ بنزین انی، در شهر میلان

شرکت انی، در حوزه تصفیه، پالایش و بازاریابی؛ فراورده‌های نفتی و بخش پایین‌دستی صنعت نفت نیز، فعالیت می‌نماید. این شرکت، بزرگترین پالایشگر ایتالیا می‌باشد.
جایگاه‌های پمپ بنزین شرکت انی، با نشان تجاری (برند) انی، ولی با نام تجاری "آجیپ" فعالیت می‌نمایند. آجیپ، یک شرکت نفتی ایتالیایی بود، که توسط انی، خریداری شد.

## مهندسی و ساخت و ساز

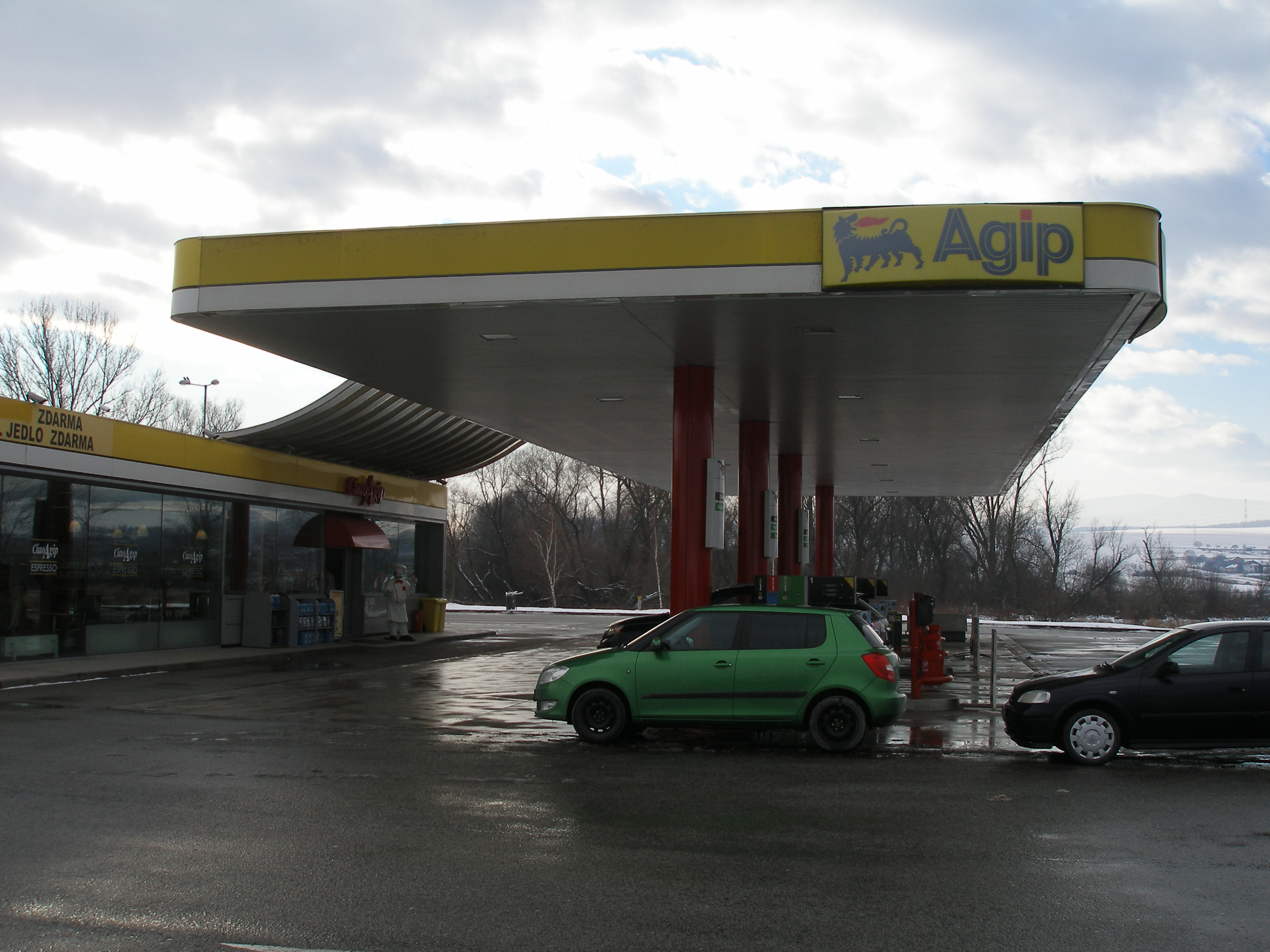
جایگاه پمپ بنزین انی، در اسلواکی

شرکت انی از طریق یکی از شرکت‌های تابعه خود، بنام سایپم، در زمینه مهندسی ساخت‌وساز، همچنین حفاری دریایی و خشکی، در صنایع نفت و گاز فعالیت می‌کند.

## شرکت‌های تابعه

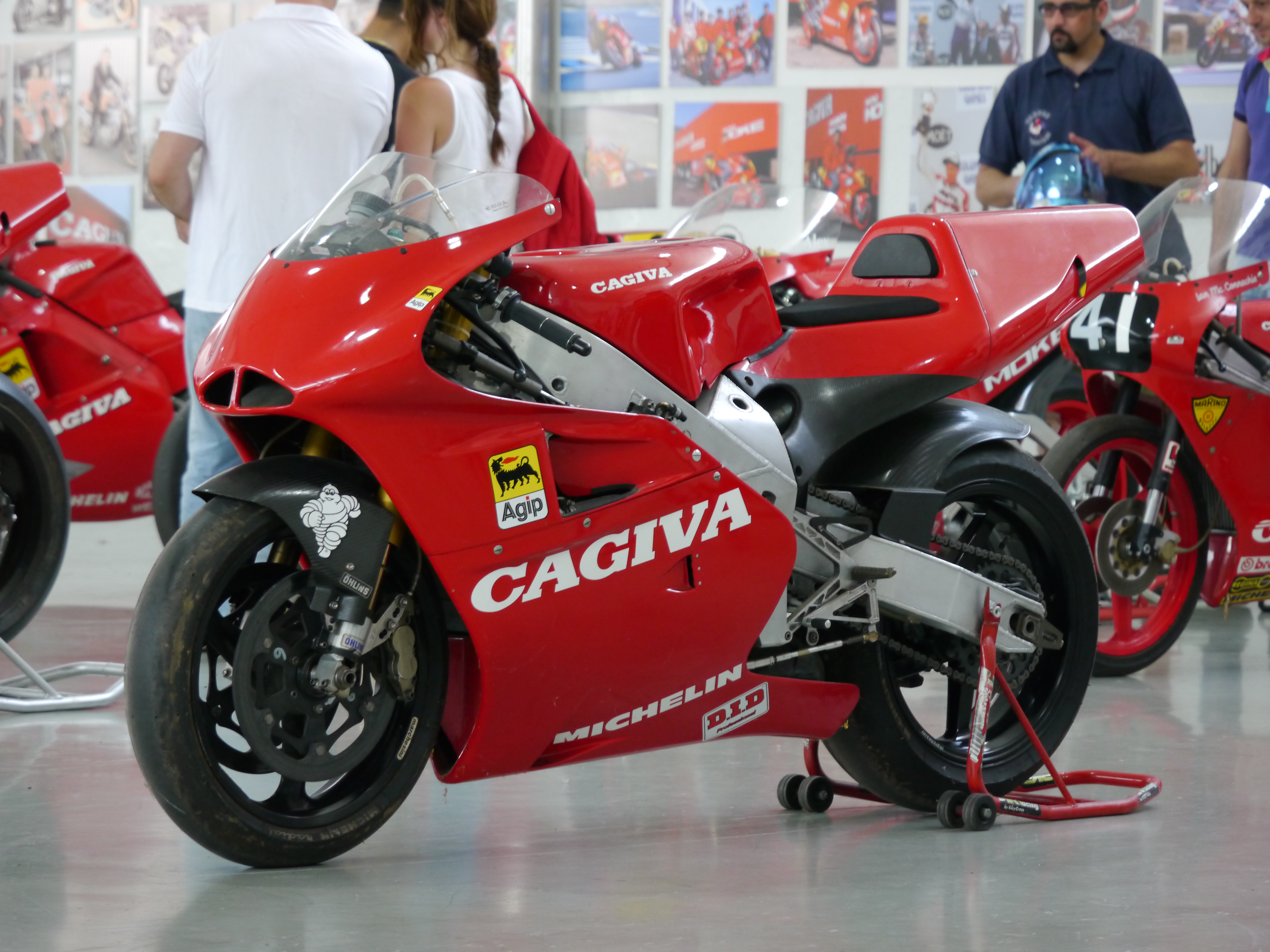
موتور جی‌پی کاگیوا، با نشان انی

شرکت‌های تابعه شرکت انی و درصد مالکیت این شرکت، در آن‌ها به صورت زیر است :
- دیستری‌گس : ۱۰۰٪ درصد از سهام آن متعلق به انی است.
- پلیمر اروپا : ۱۰۰٪ درصد از سهام آن متعلق به شرکت انی می‌باشد.

شرکت پلیمر اروپا، (به ایتالیایی: Polimeri EUROPA) یک شرکت فعال در زمینه پتروشیمی است، که وظیفه تولید و بازاریابی محصولات پتروشیمی، از قبیل: آروماتیک‌ها، مواد شیمیایی پایه، الاستومرها و پلی‌اتیلن را بر عهده دارد.
- سایپم : ۴۳٪ درصد از سهام آن متعلق به انی است.

این شرکت، پیمانکار صنعت نفت و گاز است. سایپم در ارائه خدمات نفتی و ساخت و ساز؛ اعم از دریایی و خشکی، همچنین ساخت و نگهداری خطوط لوله، فعال است. شرکت سایپم، یک شرکت تابعه و فهرست شده در بورس اوراق بهادار ایتالیا می‌باشد.
- اسنام : ۵۲٪ درصد[۱۱] از سهام آن متعلق به انی می‌باشد.

این شرکت دارای بزرگترین سیستم خط لوله انتقال گاز طبیعی در ایتالیا می‌باشد و یکی از دو اپراتور برتر، در تولید ال‌ان‌جی این کشور است.
- انی بریتانیا : این شعبه در سال ۱۹۶۴ در شهر لندن، انگلستان تأسیس شد.

عملیات در بخش انگلیسی دریای شمال، در دریای ایرلند و در سواحل جزایر شتلند.
- انی هند : این شعبه، در سال ۲۰۰۰ در شهر دهرادون، هند تشکیل شد.

این شرکت، در اکتشاف و تولید نفت در کشور هند فعالیت می‌کند. در سال ۲۰۰۵ انی هند، در مناقصه نفتی نیکوبار هند، برنده شد. سپس حفاری در آب‌های عمیق این میدان نفتی را، با مشارکت شرکت هندی اوان‌جی‌سی آغاز نمود. درحال‌حاضر این شرکت، حفاری بلوک دوم را، آغاز کرده‌است.